# Mike Zero
Mike Zero (* 27. April 1971 als Michael Köhn in Dortmund; † 26. November 2018) war ein deutscher Musiker.

## Leben
Anfang der 1990er Jahre gründete Zero die Punk-Rock-Metal-Band The Beat Machine. Nachdem sich die Gruppe aufgelöst hatte, spielte Zero in diversen kleinen Punk-Bands, bis er 1997 auf Chris van Helsing traf. Dieser spielte Gitarre bei Phillip Boa, doch die beiden wollten etwas Eigenes starten und so gründeten sie die Industrial-Band Product. Mit dem Hamburger Marcel Zürcher wurde die Band komplettiert. Produziert von Rodrigo González (Die Ärzte) steuerte Product einen Song zum PlayStation-Spiel MTV Snowboard bei.
1997 gründete Zero zusammen mit Jürgen Engler die Band DKay.com. Zero spielte Bass und sang Background Vocals, Chris Van Helsing und Marcel Zürcher spielten Gitarre. 1998 zog Zero nach Hamburg. DKay.com veröffentlichte bei Zomba Records zwei Studioalben: 2000 Decaydenz und 2002 Deeper into the Heart of Dysfunction. Sie spielten zwei Tourneen mit Gary Numan (2000) und den Genitorturers (2002). Im Jahr 2002 absolvierte Zero eine Ausbildung zum Mediengestalter an der Akademie für Werbung Grafik Druck in Hamburg. Zwei Jahre später zog er aus privaten Gründen zurück in seine Heimatstadt Dortmund. Nach einem kurzen Engagement als Tontechniker am Dortmunder Opernhaus übernahm er eine Dortmunder Szenekneipe.
In Zusammenarbeit mit dem Produzenten Siggi Bemm entstand im Sommer 2008 Zeros Solo-Debütalbum Zeroism, das bei Wolverine Records erschien. Alle Titel hatte er – mit Ausnahme des Schlagzeugs – alleine eingespielt. Für sein zweites Album erhielt Zero Unterstützung durch einige befreundete Gastmusiker. Auch sein Wegbegleiter und Freund Chris van Helsing stieß zur Band. Veröffentlicht wurde The Shape of Things to Come 2010 auf Vom Ritchies Label Drumming Monkey Records. Im April 2013 kehrte Zero zu Wolverine Records zurück und veröffentlichte dort sein drittes Album Now. 2015 erschien als weiteres Album Catch 22 bei Woodhouse Records.
Zero starb am 26. November 2018 nach langer Krankheit. Er hinterließ seine Frau und zwei Kinder.

## Alben
- 2008: Zeroism, Wolverine records / Soulfood
- 2010: The Shape of Things to Come, Drumming Monkey Records/Rough trade/alive
- 2013: Now, Wolverine Records / Soulfood
- 2013: Rock’n’Roll Junkie, Woodhouse Records
- 2015: Catch 22, Woodhouse Records